# Xã Milo, Quận Mille Lacs, Minnesota
Xã Milo (tiếng Anh: Milo Township) là một xã thuộc quận Mille Lacs, tiểu bang Minnesota, Hoa Kỳ. Năm 2010, dân số của xã này là 1.385 người.